# Herbert Plaxton
Herbert Alfred Wellington "Bert" Plaxton, född 22 april 1901 i Barrie i Ontario, död 7 november 1970, var en kanadensisk ishockeyspelare.
Plaxton blev olympisk guldmedaljör i ishockey vid vinterspelen 1928 i Sankt Moritz.